# Моноспитово
Моноспитово (мкд. Моноспитово) је насеље у Северној Македонији, у југоисточном делу државе. Моноспитово је у саставу општине Босилово.

## Географија
Моноспитово је смештено у југоисточном делу Северне Македоније. Од најближег града, Струмице, насеље је удаљено 10 km источно.
Насеље Моноспитово се налази у историјској области Струмица. Насеље је положено у средишњем делу плодног Струмичког поља. Северно од насеља протиче река Струмица. Надморска висина насеља је приближно 215 метара.
Месна клима је блажи облик континенталне због близине Егејског мора (жарка лета).

## Становништво
Моноспитово је према последњем попису из 2021. године имало 1.324 становника.
| Национални састав према попису из 2021.‍ | Национални састав према попису из 2021.‍ | Национални састав према попису из 2021.‍ | Национални састав према попису из 2021.‍ | Национални састав према попису из 2021.‍ |
| --------------------------------------- | --------------------------------------- | --------------------------------------- | --------------------------------------- | --------------------------------------- |
|                                         |                                         |                                         |                                         |                                         |
| Македонци                               | Македонци                               |                                         | 1.241                                   | 93,7%                                   |
| непописани                              | непописани                              |                                         | 80                                      | 6%                                      |

Претежна вероисповест месног становништва је православље, а мањинска протестантизам.

## Познате личности
- Борис Трајковски, бивши председник Северне Македоније